# Herodotos (Mediziner)
Herodotos war ein antiker griechischer Mediziner des 1. Jahrhunderts n. Chr.
Er war Schüler von Agathinos aus Sparta und gehörte zu dessen eklektischer Schule. Der Inhalt seiner Werke ist bei Oreibasios und Galenos überliefert. Titel seiner Werke sind Arzt, Über Heilmittel und Die Diagnose akuter und chronischer Krankheiten (mit genauer Schilderung von Krankheitssymptomen). Neben den Lehren der Pneumatiker hängt er auch der Lehre der drei Krankheitszustände der Methodiker an. Als Therapie empfiehlt er zum Beispiel Bandagen, Gymnastik und Bäder.